# 남면 동절사
남면 동절사는 충청남도 부여군 남면 내곡리에 있는 사우이다. 2020년 4월 3일 부여군의 향토문화유산 제150호로 지정되었다.

## 지정 사유
남면 동절사는 1962년에 건립된 사우로 임진왜란 당시 순절한 이지시(미상~1592)와 이지례(미상~1592) 형제의 위패를 봉안하고 있으며, 지역을 대표하는 역사적 인물로서 무형유산적 가치를 고려하여 부여군 향토문화유산으로 지정되었다.

## 같이 보기
- 이지시
- 이지례